# Nieuwmunster
Nieuwmunster – dzielnica (deelgemeente) gminy Zuienkerke w Belgii, w Regionie Flamandzkim, w prowincji Flandria Zachodnia, w okręgu Brugia. 1 stycznia 2020 roku liczyła 421 mieszkańców. Do 31 grudnia 1976 samodzielna gmina.

## Demografia
Liczba mieszkańców, stan na 1 stycznia:
| Rok                | 1930 | 1947 | 1961 | 2020 |
| ------------------ | ---- | ---- | ---- | ---- |
| Liczba mieszkańców | 422  | 477  | 357  | 421  |